# Per Shapiro
Per Daniel Shapiro, född 21 september 1971, är en svensk journalist.

## Biografi
Per Shapiro är son till den svensk-amerikanske matematikern Harold Shapiro och Karin Tegmark Shapiro, bror till den svensk-amerikanske fysikern Max Tegmark.

### Journalistkarriär
Shapiro har arbetat för bland annat P1 Dokumentär, Kaliber, Ekot och Uppdrag granskning.

## Utmärkelser
Shapiro vann 2017 radiopriset Prix Europa i kategorin "Best European Radio Investigation of the Year" tillsammans med Daniel Velasco och Danile Öhman för reportaget i P1 Dokumentär "KGB-agenten och oljesmugglingen", där man avslöjar hur Vitrysslands högsta ledning understödde illegal oljesmuggling till Europa.